# Rongorongo
Rongorongo em Rapa Nui é um sistema de glifos descoberto no século XIX na Ilha de Páscoa que parece ser uma escrita ou proto-escrita. Não é inteligível apesar das inúmeras tentativas de decifração. Ainda que algumas informações sobre genealogia tenham sido identificadas, nem mesmo esses glifos puderam ser lidos. Se for provado que o rongorongo é uma escrita, poderia ser uma das por volta de três ou quatro escritas independentes na história humana.
Duas dúzias de objetos de madeira contendo rongorongo, alguns bem queimados ou danificados de outra forma, foram coletadas no final do século XIX e hoje estão espalhadas por museus e coleções privadas. Nenhuma permaneceu na Ilha de Páscoa. Os objetos são essencialmente tabletes feitos de pedaços irregulares de madeira, algumas vezes amontoados, mas incluindo a clava de um chefe, uma estatueta de um homem pássaro, e dois ornamentos reimiro. Havia também uns poucos petroglifos que às vezes continham pequenas inscrições rongorongo. A história oral sugere que apenas uma pequena elite era letrada e que a escrita era sagrada.
Textos rongorongo autênticos estão escritos em direções alternadas, um sistema boustrophedon reverso. Em um terço das tábulas, as linhas de texto estão inscritas em caneluras rasas cravadas na madeira. Os glifos em si eram contornos de formas humanas, animais, vegetais, geométricas e de artefatos. Muitas das figuras humanas e animais, como  e , tinham protuberâncias características em cada lado da cabeça, possivelmente representando olhos ou orelhas.
Textos individuais são por convenção conhecidos por uma letra simples e um nome, como o Tablete C, o Tablete Mamari. Os nomes um tanto variáveis podem ser descritivos ou indicar onde o objeto está mantido, como o Remo, o Snuffbox, a pequena Tábula de Santiago, e a Clava de Santiago.

## Etimologia e variantes do nome
Rongorongo é o nome moderno para as inscrições. Na língua Rapa Nui, significa "recitar, declamar, cantar".
O nome original — ou talvez a descrição — do escrito teria sido kohau motu mo rongorongo, "linhas escritas para serem cantadas", reduzida para kohau rongorongo ou "linhas para se cantar". Também se acredita que teriam existido mais nomes específicos para o textos baseados em seus tópicos. Por exemplo, os kohau ta‘u ("linhas dos anos") eram anais, os kohau îka ("linhas dos peixes") eram listas de pessoas mortas em guerras (îka, "peixe", era homófono ao termo assim usado simbolicamente como "causa por guerra"), e os kohau ranga "linhas de fugitivos" eram listas de refugiados de guerras.
Alguns autores entenderam que o ta‘u e o kohau ta‘u seriam formas de escrita independentes do rongorongo.  Barthel escreveu que, "Os ilhéus tinham outras escritas (a chamada 'escrita ta‘u') que recordava seus anais e outras matérias seculares, mas esta desapareceu." Contudo, Fischer afirma que "o ta‘u foi originalmente um tipo de inscrição rongorongo. Na década de 1880, um grupo de anciões inventou uma 'escrita' derivada [também] chamada ta‘u para decorar objetos, aumentando seu valor. É uma imitação primitiva do rongorongo. " Uma suposta terceira escrita, a mama ou va‘eva‘e, descrita em algumas publicações de meados do século XX, era uma "invenção geométrica [decorativa] do começo do século  XX".

## Forma e construção
As formas dos glifos são contornos padronizados de organismos vivos e formas geométricas de mais ou menos um centímetro. Os tabletes de madeira são irregulares em forma e, em diversos casos, apresentam caneluras (tabletes B, E, G, H, O, Q e T), com os grifos cravados em canais rasos na extensão das tábulas, como se pode ver na imagem do tablete G à direita. Acredita-se que pedaços irregulares ou mesmo manchados de madeira foram usados em sua totalidade em vez de pedaços quadrados devido à escassez de madeira na ilha.

### Meios de escrita
Exceto alguns poucos glifos feitos em pedra (ver petroglifos), todos os textos sobreviventes estão inscritos em madeira. De acordo com a tradição, os tabletes eram feitos de madeira toromiro. Entretanto, Orliac (2005) examinou sete objetos (tabletes B, C, G, H, K, Q e reimiro L) com microscópios ópticos e microscópios eletrônicos e determinou que em vez disso eram todos feitos de pau-rosa do Pacífico (Thespesia populnea); a mesma identificação fora feita para o tablete M em 1934. Essa árvore de 15 metros, conhecida como "madeira rosa do Pacífico" por sua cor e mako‘i em Rapanui, é usada para a criação de bosques sagrados e em inscrições na Polinésia oriental e evidentemente trazida para a Ilha de Páscoa pelos seus primeiros moradores. No entanto, nem toda a madeira era nativa: Orliac (2007) afirmou que os tabletes N, P e S foram feitos de madeira amarela sul-africana (Podocarpus latifolius) e portanto aquela madeira veio de contatos com o ocidente. Fischer descreve P como "um tronco europeu ou americano danificado", assim como o são A (que é Cinza europeia, Fraxinus excelsior) e V;  este seria feito da carcaça de um barco ocidental usado em diversos tabletes; e tanto P como S teriam sido reciclados de uma canoa de madeira de Rapanui. Alguns textos, incluindo O, são gravados em madeira retorcida. O fato de que os ilhéus foram reduzidos a escrever nesse tipo de madeira, e eram extremamente econômicos no uso da madeira, pode ter tido influências na estrutura da escrita, como a abundância de ligaduras e potencialmente um estilo telegráfico de escrita que complicaria a análise textual.

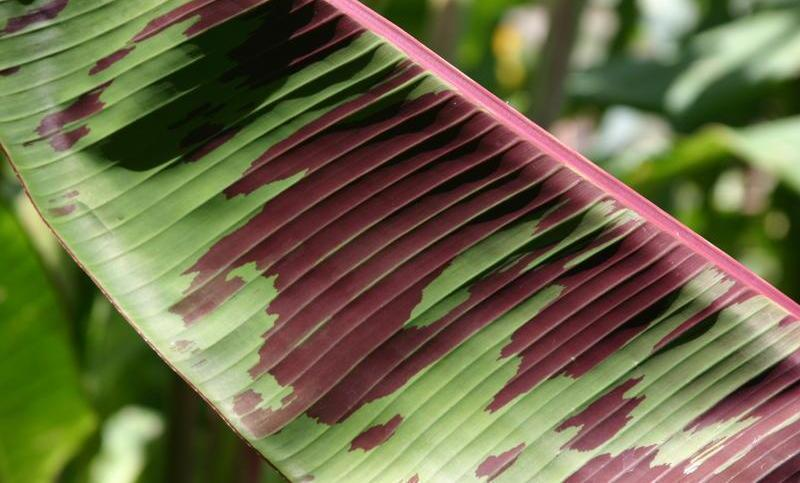
Tabletes rongorongo podem ter sido influenciados pela escrita em folhas de banana como esta.

A tradição oral defende que, devido ao grande valor da madeira, só escribas experientes a usavam, enquanto pupilos escreviam em folhas de bananeira. O etnologista alemão Thomas Barthel acreditava que escrever em madeira era um segundo desenvolvimento de uma escrita baseada na inscrição de folhas de banana ou pedaços de tronco de bananeira com ossos, e que essas folhas eram usadas não só para lições mas também para planejar e compor os textos das tábulas de madeira. Ele concluiu experimentalmente que os glifos eram razoavelmente visíveis nas folhas de banana por causa da seiva que surgia com os cortes e aderia à superfície. Entretanto, quando as folhas secam, elas ficam quebradiças e não sobrevivem por muito tempo.
Barthel especulou que a folha de bananeira poderia servir de protótipo dos tabletes, sendo a superfície dos tabletes uma emulação da estrutura da folha:

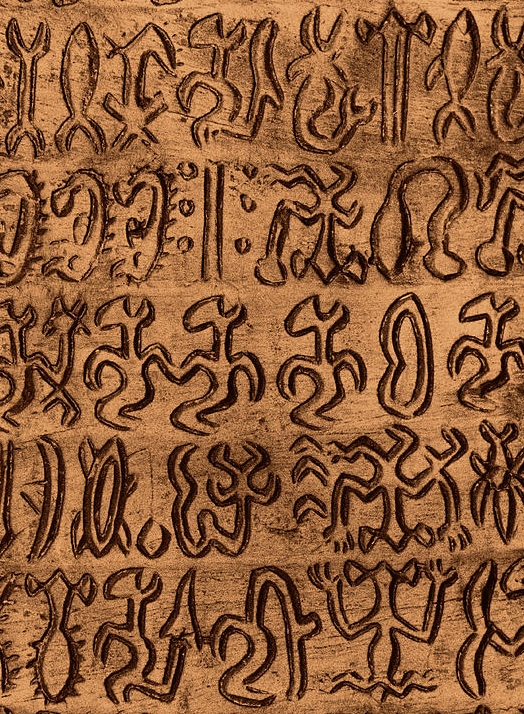
Um close das inscrições do Tablete Pequeno de Santiago, mostrando partes das linhas 3 (embaixo) a 7 (acima). Os glifos das linhas 3, 5 e 7 estão de cabeça para cima, enquanto os das linhas 4 e 6 seguem de cabeça para baixo.

### Direção de escrita
Os glifos rongorongo eram escritos em boustrophedon reverso, esquerda para direita e baixo para cima. Ou seja, o leitor começa no canto inferior esquerdo de um tablete, lê uma linha da esquerda para a direita, então roda o tablete em 180 graus para continuar à próxima linha. Quando lendo uma linha, as linhas de cima e baixo aparecem ao contrário, como se pode ver na imagem da esquerda.
Contudo, a escrita continua na segunda linha de um tablete no ponto em que se termina a primeira, então se o primeiro lado tem um número ímpar de linhas, como no caso das tábulas K, N, P e Q, a segunda começa no canto superior esquerdo, e a direção passa de cima para baixo.
Tabletes maiores podem ser lidos sem serem girados, se o leitor for capaz de lê-los de ponta-cabeça.

### Instrumentos de escrita

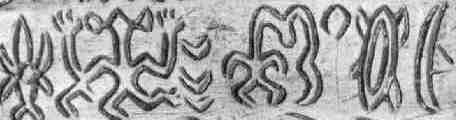
A maior parte do Gv4 foi inscrita com um dente de tubarão. No entanto, as duas partes do segundo glifo da direita (e) são conectadas por uma linha que pode ter sido feita com obsidiana. (os chevrons também são ligados por uma linha assim, apagados demais para aparecerem aqui, que os conecta com a mão da figura humana.)

Segundo a tradição oral, os escribas usavam fragmentos de obsidiana e dentes de tubarão, presumivelmente as ferramentas ainda utilizadas para fazer inscrições em madeira na Polinésia, para polir os tabletes e inscrever os caracteres. (See (em esloveno).) os glifos são comumente compostos por cortes profundos e suaves, ainda que cortes superficiais também tenham sido encontrados. Na imagem da direita, um glifo é composto de duas partes conectadas por uma linha; é uma convenção típica para essa forma. Alguns pesquisadores, incluindo Barthel, acreditam que esses cortes superficiais foram feitos por obsidiana, e os textos foram primeiramente esboçados com obsidiana e então inscritos com cortes mais fundos por dente de tubarão. As linhas remansescentes portanto eram erros, convenções de design (como à direita), ou adornos decorativos. Linhas verticais de divisas ou losangos, por exemplo, são tipicamente conectadas por linhas finas, como se pode ver repetidamente no final do tablete B abaixo. Contudo, Barthel também aponta que o último literato Rapanui, o Rei Nga‘ara, esboçava os glifos em fuligem com um osso de peixe e então utilizava o dente de tubarão.
O tablete N, por outro lado, não mostra sinais de dentes de tubarão. Haberlandt percebeu que os glifos desse texto parecem ter sido feitos com um osso afiado, como evidenciado pela pouca profundidade e pela extensão dos entalhes. N também "apresenta trabalho secundário com fragmentos de obsidiana para elaborar detalhes sobre as já finalizadas linhas de contorno. Nenhuma outra inscrição rongo-rongo revela tamanha extravagância gráfica".
Outras tábulas parecem ter sido talhadas com uma lâmina de aço, ainda que normalmente de forma tosca. Apesar de facas de aço estarem disponíveis após a chegada dos espanhóis, isso realmente produz suspeitas acerca da autenticidade dos tabletes. 

### Glifos

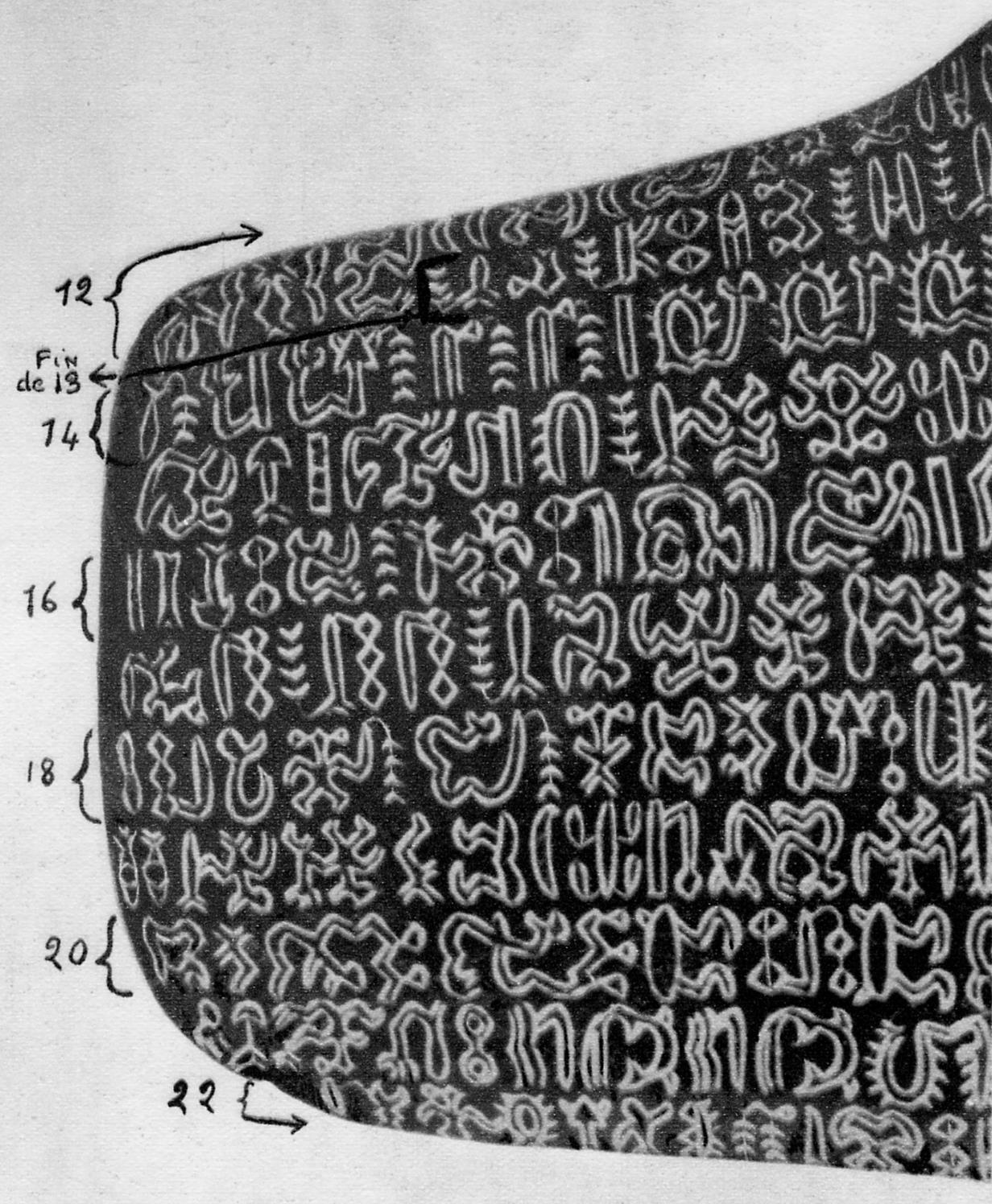
Um negativo fotográfico do final do tableteB. Os números são os números das linhas; Fin de 13 significa "final da [linha] 13". (Clique na imagem para ver aproximadamente no tamanho original.)

Os glifos estão estilizados em formas humanas, animais, vegetais e gométricas, e frequentemente formam compostos. Quase todos os glifos com cabeças se orientam com a cabeça para cima e estão de frente ou de perfil para a direita, na direção da escrita. Não se sabe o significado de se apontar glifos para baixo ou para a esquerda. Cabeças normalmente possuem projeções características nos lados que podem ser olhos (como no glifo tartaruga marinha abaixo, e mais claramente em petroglifos de tartaruga marinha) mas comumente lembram orelhas (como no glifo antropomórfico na próxima sessão). Pássaros são comuns; muitos lembram fragatas (ver a imagem logo abaixo), que eram associadas ao deus supremo Makemake. Outros glifos lembram peixes ou artrópodes. Poucos, bem poucos, são similares a petroglifos achados pela ilha.
Alguns dos glifos rongorongo mais icônicos. Acredita-se que o homem sentado é um composto.
(Leituras de Barthel (1958). As legendas na coluna da direita são meramente descritivas.)

## Origem
A tradição oral sustenta que Hotu Matu‘a ou (em esloveno), o fundador lendário de Rapa Nui, trouxe 67 tabletes de sua terra natal. O mesmo fundador é também creditado por ter trazido plantas nativas como o toromiro. Entretanto, não há terra natal com tradição escrita na Polinésia ou mesmo na América do Sul. Assim o rongorongo parece ter se desenvolvido internamente. Dado que poucas pessoas de Rapanui que restavam na ilha por volta de 1870 podiam ler os caracteres, isso se alguma delas realmente podia ler, muito provavelmente uma pequena minoria apenas era letrada. Dessa forma, os primeiros visitantes relataram que a leitura era privilégio de famílias de governantes e sacerdotes que foram todos raptados em assaltos vindos do Peru, em busca de escravos, ou morreram logo depois pelas epidemias resultantes.

### Datando os tabletes
Pouca datação direta foi feita. O tablete Q (Pequena São Petersburgo) é o único item que foi carbono datado mas os resultados apenas apontam  a data para pouco depois de 1680.
Datação direta não é a única evidência. Textos A, P e V podem ser datados do século XVIII ou XIX por terem sido inscritos em remos europeus. Orliac (2005) calcula que a madeira do tablete C (Mamari) foi cortada do tronco de uma árvore de 15m, um tanto alta, e a Ilha de Páscoa já não tinha mais árvores daquele tamanho. Análises em carvão vegetal indicam que a floresta desapareceu na primeira metade do século XVII. Roggeveen, que descobriu a Ilha de Páscoa em 1722, descreveu a ilha como "destituída de grandes árvores" e em 1770 González de Ahedo escreveu, "Nenhuma árvore é capaz de produzir uma tábua de 6 polegadas (15 centímetros)." Forster, com a expedição de James Cook de 1774, reportou que "não havia uma única árvore na ilha com mais de 10 pés (3 metros) de altura".
Todos esses métodos datam a madeira, não a inscrição. Contudo, o pau-rosa do Pacífico não é durável, e dificilmente sobreviveria por muito tempo no clima da Ilha de Páscoa. Por outro lado, o glifo 067 provavelmente representa a extinta palma da Ilha de Páscoa, que parece ter desaparecido dos registros de pólen  da ilha em cerca de 1650, sugerindo que a escrita é no mínimo dessa época. O começo do desmatamento da floresta para agricultura foi datado em cerca de 1200, implicando uma data de a partir do século XIII.

### Expedição espanhola de 1770
Alguns estudiosos sugeriram que o rongorongo pode ter sido uma invenção recente, inspirada pela visita dos espanhóis à ilha em 1770 e a assinatura de um tratado de anexação sob González de Haedo. Como evidência circunstancial, eles notam que nenhum explorador reportou a escrita antes de Eugène Eyraud em 1864, e que as marcas com que os chefes assinaram o tratado com os espanhóis não se assemelha ao rongorongo.
A hipótese desses pesquisadores não é a de que o rongorongo seria cópia do alfabeto latino, ou de qualquer outra forma de escrita, mas de que o conceito de escrita foi transmitido em um processo que os antropólogos chamam de difusionismo, que inspirou os ilhéus a criarem assim o seu próprio sistema de escrita. Se esse for o caso, então o rongorongo emergiu, floresceu e caiu no esquecimento em menos de cem anos. Entretanto, casos conhecidos de difusão de escrita, como a invenção pelos Sequoyah do alfabeto Cherokee depois de verem o poder dos jornais escritos em língua inglesa, ou a invenção pelos Uyaquk da escrita Yugtun inspirada pela leitura das escrituras cristãs, envolvendo maior contato do que a assinatura de um simples tratado. O fato de que a escrita não foi observada pelos primeiros exploradores, que passaram pouco tempo na ilha, pode simplesmente significar que era um tabu na época; esses tabus e o tangata rongorongo podem ter perdido poder quando a sociedade Rapanui entrou em colapso pela escravidão imposta e epidemias trazidas pelos europeus, então os tabletes teriam sido mais bem distribuídos nos tempos de Eyraud. Como Orliac apontou, o Tablete C parece preceder a visita espanhola em pelo menos um século.

### Petroglifos

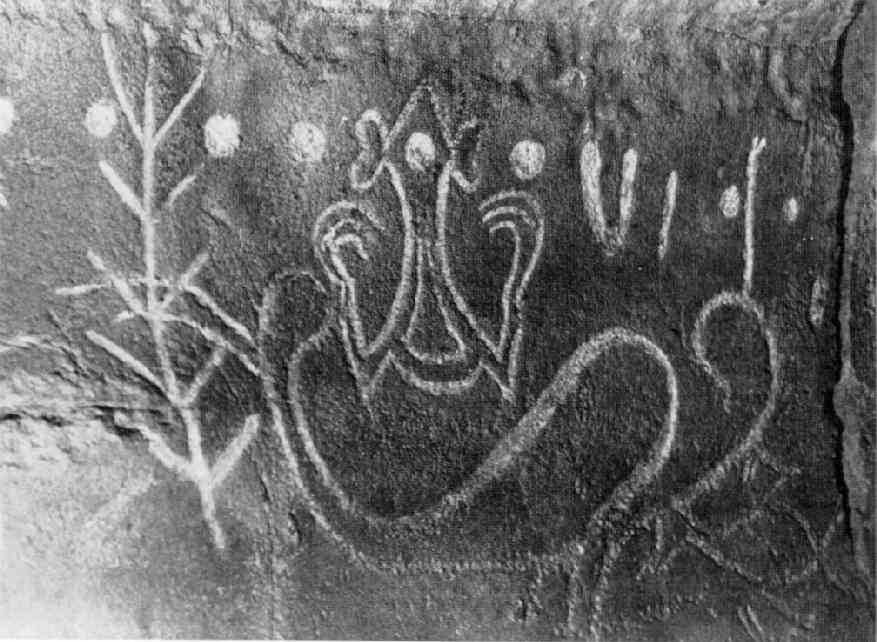
Petroglifos na caverna Ana o Keke lembram o glifo rongorongo 3 (esquerda), similar a uma pena, e um glifo co,posto 211:42 (centro). Uma linha de torrões passa por eles, seguida por uma figura em forma de V que pode ser o glifo 27.

A Ilha de Páscoa tem o maior acervo de petroglifos na Polinésia. Quase toda a superfície contém inscrições, incluindo os muros de pedra de algumas casas e algumas das famosas estátuas mo‘ai e seus topknots caídos. Mais ou menos mil sítios com mais de quatro mil glifos foram catalogados, alguns em alto ou baixo relevo, e alguns pintados em vermelho e branco. Os designs incluem uma concentração de figuras quiméricas de homens pássaros em Orongo, um centro cerimonial do culto do tangata manu ou "homem pássaro"; faces da divindade criadora Makemake; animais marinhos como tartarugas, atuns, peixes-espada, tubarões, baleias, golfinhos, caranguejos e polvos (alguns com faces humanas); galos; canoas e mais de quinhentos komari (vulvas). Os petroglifos são frequentemente acompanhados por cúpulas na rocha. As tradições foram preservadas nesses homens pássaros, que foram cravados com formas lineares simples junto com os komari. Apesar de não poderem ser diretamente datados, alguns petroglifos estão parcialmente obsurescidos por construções pré-coloniais de pedra, sugerindo que são relativamente velhos.
Alguns petroglifos com formas amimais ou antropomórficas possuem paralelos em rongorongo, como o pássaro fragata de duas cabeças  (glifo 680) no mo‘ai topknot acima, que também aparece em uma dúzia de tábulas. McLaughlin (2004) ilustra as correspondências mais proeminentes com os corpos dos petroglifos de Lee (1992). Contudo, estes são em sua maioria glifos isolados; poucas sequências de texto ou ligações foram achadas entre os petroglifos. Isso levou à sugestão de que o rongorongo deve ser uma criação recente, talvez inspirado por modelos de petroglifos ou mantendo petroglifos individuais como logogramas (Macri 1995), mas não antigo o suficiente para ter sido incorporado à tradição petroglífica. O mais complexo candidato a rongorongo petroglífico é o que parece ser uma pequena sequência de glifos, sendo um deles uma ligação, cravada na parede de uma caverna. Entretanto, a sequência não parece ter sido cravada de uma só vez (ver imagem à direita), e a caverna está localizada perto da casa que produziu o tablete Poike, uma imitação tosca de rongorongo, e assim pode não ser autêntica.

## Recorde histórico

### Descoberta
Eugène Eyraud, um frade leigo da Congrégation de Picpus, chegou à Ilha de Páscoa em 2 de janeiro de 1864, no 24º dia da sua partida de Valparaíso. Ele deveria permanecer na ilha por nove meses, evangelizando seus habitantes. Ele escreveu um relatório de sua estadia em que ele reporta a descoberta dos tabletes:
Não há outra menção aos tabletes em seu relatório, e a descoberta não foi noticiada. Eyraud deixou a Ilha de Páscoa em 11 de outubro, com a saúde extremamente frágil. Ordenado oficialmente padre em 1865, ele retornou à ilha em 1866, onde morreu de tuberculose em agosto de 1868, aged 48.

### Destruição
Em 1868, o bispo do Taiti, Florentin-Étienne "Tepano" Jaussen, recebeu um presente dos católicos recém-convertidos da Ilha de Páscoa. Era um longo fio de cabelo humano, talvez uma linha de pesca, envolto em um pequeno quadro de madeira coberto por escrita hieroglífica. Impressionado pela descoberta, ele escreveu ao Pai Hippolyte Roussel da Ilha de Páscoa para coletar todos os tabletes e encontrar nativos capazes de traduzi-los. Mas Roussel só conseguiu recuperar poucos, e os ilhéus não sabiam lê-los.
Ainda que Eyraud tenha visto centenas de tábulas apenas dois anos antes. O que ocorreu com os tabletes perdidos é matéria de conjectura. Eyraud notara o pouco interesse de seus donos sobre os tabletes. Stéphen Chauvet reporta,
Orliac observou que um recuo profundo, de mais ou menos 10 cm, nas linhas 5 e 6 do reto do tablete H é uma ranhura feita esfregando um graveto produzindo fogo, mostrando que o tablete H fora usado para produzir fogo. Os tabletes S e P foram cortados em tábuas para uma canoa, que se ajusta na história de um homem chamado Niari que fez uma canoa com tabletes abandonados.
Como as epidemias introduzidas pelos europeus e os assaltos de escravizadores peruanos, incluindo um ataque final devastador em 1862 e uma subsequente epidemia de varíola, reduziram a população de Rapa Nui a menos de duzentas pessoas por volta de 1870, é possível que os literatos já tenham desaparecido quando Eyraud descobriu as tábulas em 1866.
Assim, em 1868 Jaussen conseguiu recuperar apenas poucos tabletes, com mais três adquiridos pelo Capitão Gana da corveta chilena O'Higgins em 1870. Nos anos 1950, Barthel encontrou os restos de meia dúzia de tábulas em cavernas, usadas em sepultamentos. Contudo, nenhum glifo pôde ser salvo.
Dos 26 textos geralmente aceitos que sobreviveram, apenas metade se encontra em boas condições e autenticidade sem dúvidas.

### Trabalhos antropológicos
A arqueóloga e antropóloga britânica Katherine Routledge empreendeu em 1914–1915 uma expedição cientifica a Rapa Nui com seu marido para catalogar a arte, costumes e escrita da ilha. Ela foi capaz de entrevistar dois anciões informantes, Kapiera e um leproso chamado Tomenika, que supostamente possuía algum conhecimento de rongorongo. As sessões não foram muito frutíferas, pois os dois frequentemente contradiziam um ao outro. Daí Routledge concluiu que o rongorongo era um dispositivo idiossincrático mnemônico que não representava diretamente uma linguagem, em outras palavras,  uma proto-escrita, e que os signicados dos glifos foram reformulados por cada escriba, e por isso okohau rongorongo não poderia ser lido por alguém não versado naquele texto específico. Os textos em si ela acreditou serem ladainhas para sacerdotes-escribas, mantidos à parte em casa especiais e estritamente pelos tapu, que registraram a história e a mitologia da ilha. Com os trabalhos etnográficos posteriores, como o de Métraux (1940), muito do que Routledge escreveu em suas notas foi esquecido, e a história oral mostrou uma forte influência a partir dos trabalhos publicados.

## Objetos em que os textos foram inscritos
Os 26 textos rongorongo foram inscritos em objetos de madeira, cada um com entre 2 e 2320 glifos simples e componentes de glifos compostos, totalizando mais de 15000 caracteres. Os objetos são em sua maioria tabletes quadrados de madeira, com as exceções de I, possivelmente uma clava sagrada pertencente a um antigo chefe, denominada Clava de Santiago; J e L, inscritos em reimiro ornamentos peitorais usados pela elite; X, insrito em várias partes de uma estatueta de tangata manu ("homem pássaro"); e Y, uma caixa europeia decorativa feita com seções cortadas de um tablete rongorongo. Os tabletes, assim como os peitorais e estatuetas, eram obras de arte e objetos de valor, e aparentemente recebiam nomes próprios individuais da mesma forma que os ornamentos de jade na Nova Zelândia. Dois dos tabletes, C e S, foram documentados antes da chegada dos missionários, embora outros possam ser igualmente ou até mais antigos. Também existem alguns glifos isolados ou sequências curtas que podem ser rongorongo.

### Textos clássicos
Barthel se referia a cada um dos 24 textos que ele considerava legítimos com uma letra do alfabeto; dois textos foram adicionados ao corpus desde então. As duas faces dos tabletes se distinguem pelo sufixo r (frente, da palavra recto) ou v (verso) quando a sequência de leitura pode ser averiguada. Assim Pr2 é o item P (o tablete Grande São Petersburgo), recto, segunda linha. Quando não se pode averiguar a ordem de leitura, a e b são usados para as faces. Assim Ab1 é o item A (Tahua), lado b, primeira linha. Os seis lados da caixa decorativa correspondem às letras a até f. Quase todas as publicações seguem a convenção de Barthel, apesar de um livro popular de Fischer usar um sistema próprio de numeração.
| Código de Barthel | Código de Fischer | Apelido / Descrição                       | Local atual     | Notas |
| ----------------- | ----------------- | ----------------------------------------- | --------------- | --- |
| A                 | RR1               | Tahua (o Remo)                            | Roma            | 1825 glifos inscritos em um remo europeu ou americano de 91 cm. madeira cinza. |
| B                 | RR4               | Aruku kurenga                             | Roma            | 1135 glifos em um tablete acanalado de pau-rosa de 41 cm. |
| C                 | RR2               | Mamari                                    | Roma            | 1000 glifos em um tablete não acanalado de pau-rosa de 29 cm. Contém informações sobre um calendário; mais pictográfico do que outros textos.                                                                   |
| D                 | RR3               | Echancrée                                 | Pape‘ete        | 270 glifos em um tablete entalhado não acanalado de 30 cm. O tablete primeiramente dado a Jaussen, como um carretel para um fio de cabelo. Os dois lados eram escritos em sentidos diferentes. Madeira amarela? |
| E                 | RR6               | Keiti                                     | (Leuven)        | 822 glifos em um tablete acanalado de 39 cm. Destruído pelo fogo durante a Primeira Guerra Mundial. Cópias sobrevivem em Washington e Paris.                                                                    |
| F                 | RR7               | Fragmento Chauvet                         | Nova York       | Um fragmento de 12 cm com 51 glifos toscos. Madeira de palma? |
| G                 | RR8               | Pequena Santiago                          | Santiago        | 720 glifos em um tablete acanalado de pau-rosa de 32 cm. Talvez o verso inclua uma genealogia; não sse assemelha ao padrão dos outros textos.                                                                   |
| H                 | RR9               | Grande Santiago                           | Santiago        | 1580 glifos em um tablete acanalado de pau-rosa de 44 cm. Quase uma duplicata de P e Q. |
| I                 | RR10              | Clava de Santiago                         | Santiago        | 2920 glifos inscritos em uma clava de 126 cm, pertencente a um antigo chefe. O texto mais longo, e o único que parece ter uma pontuação, assemelha-se apenas ao padrão de Gv e Ta entre os demais textos.       |
| J                 | RR20              | Grande reimiro                            | Londres         | Um ornamento peitoral de 73 cm decorado com 2 glifos. Pode ser antigo. |
| K                 | RR19              | Londres                                   | Londres         | 163 glifos toscos parafraseando Gr em um tablete de 22 cm de pau-rosa. |
| L                 | RR21              | Pequeno reimiro                           | Londres         | Um ornamentoi peitoral de 41-cm decorado com uma linha de 44 glifos. Pode ser antigo. Pau-rosa. |
| M                 | RR24              | Grande Viena                              | Viena           | Um tablete de pau-rosa de 28 cm em más condições de conservação. O lado b está destruído; 54 glifos são visíveis no lado a. Uma cópia anterior preserva melhor o texto.                                         |
| N                 | RR23              | Pequena Viena                             | Viena           | 172 glifos intricados, toscamente parafraseandoEv, em um pedaço de 26 cm de madeira amarela. |
| O                 | RR22              | Berlim                                    | Berlim          | Pedaço de 103 cm de madeira flutuante com 90 glifos legíveis no lado a. Em má condição, nenhum glifo do lado b pode ser identificado.                                                                           |
| P                 | RR18              | Grande São Petersburgo                    | São Petersburgo | 1163 glifos inscritos em um remo europeu ou americano de 63 cm. Madeira amarela. Pode ter sido usado como tábua. Quase duplicata de H e Q.                                                                      |
| Q                 | RR17              | Pequena St Petersburg                     | São Petersburgo | 718 glifos em um tronco acanalado de pau-rosa de 44 cm. Quase duplicata de H eP. Um close do Qr3–7 é mostrado no infobox.                                                                                       |
| R                 | RR15              | Pequena Washington                        | Washington      | 357 glifos, quase todos em frases repetidas em outros textos, em uma peça de 24 cm. |
| S                 | RR16              | Grande Washington                         | Washington      | 600 glifos legíveis em um pedaço de 63 cm de madeira amarela. Fora cortado para servir de tábua. |
| T                 | RR11              | Honolulu acanalado                        | Honolulu        | 120 glifos legíveis em um tablete acanalado de 31 cm. Em más condições, o lado b é ilegível. |
| U                 | RR12              | Viga de Honolulu                          | Honolulu        | 27 glifos legíveis em uma viga europeia ou americana de 70 cm. Em más condições. Os dois lados foram escritos em sentidos diferentes.                                                                           |
| V                 | RR13              | Remo de Honolulu                          | Honolulu        | 22 glifos legíveis em um remo europeu ou americano de 22 cm. Em más condições. Uma linha de texto, mais um par separado de glifos, no lado a; traços de texto no lado b.                                        |
| W                 | RR14              | Fragmento de Honolulu                     | Honolulu        | Um fragmento de 7 cm com 8 glifos no único lado descrito. |
| X                 | RR25              | Tangata manu (Homem Pássaro de Nova York) | Nova York       | Uma estatueta de um homem pássaro de 33 cm com 37 glifos em sete textos espalhados de glifos superficialmente esculpidos.                                                                                       |
| Y                 | RR5               | Caixa Decorativa de Paris                 | Paris           | Uma caixa de 7 cm cortada e reunida de 3 pedaços de um tablete; apenas 85 glifos toscos do lado de fora da caixa. Madeira flututante?                                                                           |
| Z                 | T4                | Poike palimpsest                          | Santiago        | Madeira flutuante? 11 cm. Aparentemente um palimpsesto; Fischer não considera genuína a camada legível do texto.                                                                                                |

Glifos toscos foram encontrados em alguns poucos objetos de pedra e outros itens de madeira, mas muitos destes provavelmente são cópias criadas para os primeiros turistas. Alguns dos 26 textos de madeira são suspeitos devido à origem incerta (X, Y e Z), baixa qualidade na confecção (F, K, V, W, Y e Z), ou por terem sido esculpidos com lâminas de aço (K, V e Y), e assim, ainda que se prove que são genuínos, não deveriam ser confiáveis logo nas primeiras tentativas de decifração. Z lembra diversas forjas antigas que não eram boustrophedon, mas pode ser um palimpsesto em um texto autêntico, mas agora ilegível.

### Textos adicionais
Junto aos petroglifos mencionados acima, existem alguns poucos textos bem pequenos e não catalogados que podem ser rongorongo. Fischer reporta que "diversas estatuetas revelam glifos rongorongo ou parecidos com rongorongo em suas coroas." Ele dá o exemplo de um glifo composto, , na coroa de uma estatueta mo‘ai pakapaka. (Apesar deste composto do glifo 002  dento do 070   não ser atestado de outra forma, é formalmente análogo a outras formas do glifo 070.) Diversas caveiras humanas estão inscritas com o glifo simples 700 , que podem significar îka, "baixas em uma guerra". Há outros designs, incluindo algumas tatuagens registradas pelos primeiros visitantes, que podem ser glifos rongorongo simples, mas uma vez que são pictográficas e isoladas, é difícil saber se realmente são escrita ou não.

### Glifos
A única referência publicada para os glifos que é próxima do compreensível continua sendo Barthel (1958). Barthel criou um código numérico de três dígitos para cada glifo ou similar que ele acreditava ser alógrafo (variante).  No caso de alografia, o código numérico simples era dado ao que Barthel acreditava ser a forma básica (Grundtypus), enquanto variantes eram especificadas por afixos alfabéticos. Ele criou 600 códigos numéricos. A casa das centenas é um numeral de 0 a 7, e categoriza a cabeça, ou a forma geral se não houver cabeça: 0 e 1 para formas geométricas e objetos inanimados; 2 para figuras com "orelhas"; 3 e 4 para figuras com bocas abertas (elas eram diferenciadas por suas pernas/caudas); 5 para figuras com diversas cabeças; 6 para figuras com bicos; e 7 para peixes, artrópodes, etc. As dezenas e unidades eram utilizadas similarmente, assim por exemplo os glifos 206, 306, 406, 506 e 606 todos têm uma asa ou braço apontando para baixo à esquerda e uma mão com quatro dedos na direita:

O código: O primeiro dígito distingue a cabeça e formas corporais básicas, e o seis da casa das unidades indica uma forma específica de mão.
Há alguma arbitrariedade ao se agrupar alguns glifos, e há inconsistências na criação dos códigos numéricos e no uso dos afixos que deixam o sistema mais complexo. Todavia, apesar de seus defeitos, o sistema de Barthel é o único modo efetivo já proposto para categorizar os glifos rongorongo.
Barthel (1971) afirma ter aumentado o inventário de glifos para 120, dos quais os outros 480 são alógrafos ou ligaturas. A evidência nunca foi publicada, mas figuras similares foram obtidas por outros estudiosos, como Pozdniakov & Pozdniakov (2007).

### Textos publicados
Por quase um século apenas poucos textos foram publicados. Em 1875, o diretor do Museu de História Natural do Chile em Santiago, Rudolf Philippi, publicou a Clava de Santiago, e Carroll (1892) publicou parte do Remo. A maioria dos textos permaneceu além do alcance dos decifradores até 1958, quando Thomas Barthel publicou linhas de quase todos os textos conhecidos em seu Grundlagen zur Entzifferung der Osterinselschrift ("Bases para o Deciframento da Escrita da Ilha de Páscoa") que continua sendo a referência fundamental para o rongorongo. Ele transcreveu os textos A até X, mais de 99% do corpus; o CEIPP estima uma precisão de 97%. As linhas de Barthel não foram produzidas a mão livre, mas copiadas de calcografias, o que ajuda a garantir a fidelidade aos originais.
Fischer (1997) publicou novas linhas. Essas incluíam linhas feitas com obsidiana, mas não terminadas com um dente de tubarão, que não foram registradas por Barthel  porque as calcografias usadas por ele não as mostravam, por exemplo no N. (Entretanto, na linha Gv4 exibida na seção instrumentos de escrita acima, as linhas leves foram registradas tanto por Fischer como por Barthel.) Existem outras omissões, como a sequência de glifos na transcrição da linha Ca6 a Ca7 que estão faltando em Barthel, presumivelmente porque a inscrição continuou para fora do lado do tablete e faltou na calcografia de Barthel. (Isso está no meio do calendário de Barthel.) Todavia, outras discrepâncias entre os dois registros são simplesmente contradições. Por exemplo, o glifo inicial de I12 (linha 12 da Clava de Santiago) em Fischer não corresponde a Barthel ou Philippi, que concordam um com o outro, e a calcografia de Barthel (abaixo) é incompatível com a linha de Fischer. Uma anotação de Barthel, Original doch 53.76! ("original mesmo53.76!"), sugere que ele especificamente verificou a leitura de Philippi:
Além disso, o glifo seguinte (glifo 20, um "fuso com três nós") está sem o "broto" da direita (glifo 10) da transcrição de Philippi. Pode ser o resultado de um erro de impressão, pois há um espaço branco em seu lugar. O corpus portanto está carregado de algumas incertezas, e nunca foi propriamente verificado por fotografias de alta qualidade.

## Deciframento
Como na maioria das escritas não decifradas, há diversas interpretações estapafúrdias e traduções alegadas do rongorongo. Contudo, além da porção de uma tábula que se mostrou ter a ver com um calendário lunar, nenhum texto é compreendido. Há três obstáculos sérios para o deciframento, assumindo que o rongorongo é uma escrita verdadeira: a pequena quantidade de textos sobreviventes, a falta de contexto como ilustrações para interpretar, e o pobre conhecimento da antiga língua Rapanui, uma vez que a língua Rapanui moderna está muito misturada com o taitiano e portanto não refletiria diretamente a linguagem dos tabletes.
A opinião dominante é a de que o rongorongo não é uma escrita verdadeira, mas uma proto-escrita, ou mesmo um instrumento mnemônico ainda mais limitado para genealogia, coreografia, navegação, astronomia ou agricultura. Por exemplo, o Atlas das Linguagens afirma, "Era provelmente utilizado para ajudar na memorização ou para propósitos ornamentais, não para escrever a língua Rapanui dos ilhéus". Se este for o caso, então são poucas as esperanças de se decifrá-lo. Para aqueles que acreditam se tratar de uma escrita, é debatido se o rongorongo é essencialmente logográfico ou silábico, apesar de não parecer compatível nem com uma logografia pura nem com um silabário puro.
| glifo 1 | glifo 2  | glifo 3  | glifo 4   | glifo 5   | glifo 6   | glifo 7   | glifo 8   | glifo 9   | glifo 10  | glifo 14  | glifo 15  | glifo 16  |
| 01 | 02       | 03       | 04        | 05        | 06        | 07        | 08        | 09        | 10        | 14        | 15        | 16        |
| glifo 22 | glifo 25 | glifo 27 | glifo 28  | glifo 34  | glifo 38  | glifo 41  | glifo 44  | glifo 46  | glifo 47  | glifo 50  | glifo 52  | glifo 53  |
| 22 | 25       | 27       | 28        | 34        | 38        | 41        | 44        | 46        | 47        | 50        | 52        | 53        |
| glifo 59 | glifo 60 | glifo 61 | glifo 62  | glifo 63  | glifo 66  | glifo 67  | glifo 69  | glifo 70  | glifo 71  | glifo 74  | glifo 76  | glifo 901 |
| 59 | 60       | 61       | 62        | 63        | 66        | 67        | 69        | 70        | 71        | 74        | 76        | 901       |
| glifo 91 | glifo 95 | glifo 99 | glifo 200 | glifo 240 | glifo 280 | glifo 380 | glifo 400 | glifo 530 | glifo 660 | glifo 700 | glifo 720 | glifo 730 |
| 91 | 95       | 99       | 200       | 240       | 280       | 380       | 400       | 530       | 660       | 700       | 720       | 730       |
| Esse inventário básico do rongorongo, proposto por Pozdniakov & Pozdniakov (2007), conta com 99.7% dos textos intactos, exceto a idiossincrática Clava. |          |          |           |           |           |           |           |           |           |           |           |           |